# Eden (Missisipi)
Eden – wieś w Stanach Zjednoczonych, w stanie Missisipi, w hrabstwie Yazoo.